# زفير (قماش)
قماش الزفير هو نسيج قطني شفاف وخفيف الوزن، وعادة ما يكون نسيج سادة ، ويستخدم في الفساتين والبلوزات والقمصان . قد يكون مخططًا أو منقوشًا. سُمي على اسم زفير إله الرياح الغربية عند اليونانيين.